# Cala Antena
Cala Antena és una de les tres cales que formen Cales de Mallorca al municipi de Manacor, situada al nord de cala Murada i cala Domingos, en la costa de llevant de Mallorca. La platja de cala Antena és molt estreta, de 25 metres de llarg però relativament profunda (80 m.). Consta de tota mena de serveis i deguda a laproximitat a diferents nuclis turístics és fortament freqüentada durant l'estiu.
És una entrant de mar d'uns 170 metres de longitud, creat per l'erosió del regueró de cala Antena, que tot i la seva modestes dimensions (presenta una conca de drenatge de menys de 2 km²) forma importants penya-segats durant els seus últims 700 metres abans d'abocar les aigües a la cala. El vessant sud de la cala s'hi assenta la urbanització de Cales de Mallorca mentre que el vessant nord hi trobem extensions de garriga i bosquines lliures d'edificacions inclosos dins l'ANEI de Cales de Manacor.
La bocana de la cala fa 80 metres d'amplada i està toalment orientada a l'est i, per tant, molt desprotegida respecte del vent de llevant.